# 马驹客栈

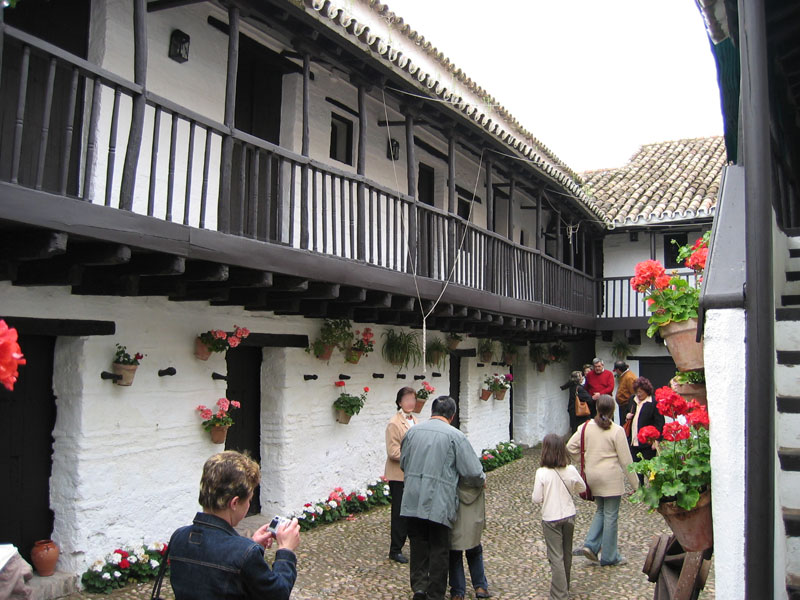
马驹客栈

马驹客栈（Posada del Potro）位于西班牙南部城市科尔多瓦马驹广场10号，为传统的15世纪客栈，开业直到1972年。整个客栈围绕一个中心庭院布置，有马厩，楼上下客房。
科尔多瓦市政府购买了这座客栈，用于开设不同的文化中心。在2005年，市议会决定将其改为弗拉门戈博物馆。
塞万提斯在唐吉诃德中曾提到过马驹客栈。
- La Casa de Fosforito será sede virtual andaluza del flamenco